# 廣瀬祥子
廣瀬 祥子（ひろせ しょうこ）は日本の現代美術家、イラストレーター。東京都生まれ。
イラストレーターとしての活動名はひろせ。

## 人物
豊島岡女子学園中学校・高等学校中退。2018年東京藝術大学美術学部絵画科油画専攻卒業後、新卒で大手ゲーム会社へデザイナーとして入社する。現代美術家としての活動とともにイラストレーターとしての活動も行っており、本人曰く「どちらも大切なお仕事」と語っている。

## 現代美術家として
現代美術家としての作品はUV印刷などの印刷技法とアクリル板や絵の具を用いたアナログとデジタルの混在した先進的な技法を積極的に取り入れた作品を制作している
。
近年では絵柄を大きく変えた古典的な油彩の技法で描かれた作品も発表している。
自身の絵柄については「日本画と青年漫画の中間」を目指していると語っている。
百貨店などでの個展、グループ展のほか、「初音ミク」をテーマとした現代アート展「ART OF MIKU」にも作品を出品するなどアートとカルチャーの垣根を超えた作品も制作している。

## イラストレーターとして
イラストレーターとしては「初音ミク」「プロジェクトセカイ」「にじさんじ」「アズールレーン」等国内外の人気コンテンツのイラストを担当している。
現代美術家としての廣瀬のフラットなタッチとは異なり、イラストレーターとしての絵柄は暗めな色調を使い重厚感がありリアルタッチであり、とても同一人物の作品とは思えない。

## 所蔵
- KDDI
- グッドスマイルカンパニー